# Муратова, Софья Ивановна
Со́фья Ива́новна Мура́това (Подуздова) (13 июля 1929, Ленинград — 27 сентября 2006, Москва) — советская гимнастка, двукратная олимпийская чемпионка, трёхкратная чемпионка мира, заслуженный мастер спорта СССР, заслуженный тренер СССР.

## Биография
В 1941 году её вместе с детским садом, в который так же ходила дочь её старшей сестры, вывезли из блокадного Ленинграда в Рыбинск. Мать, Подуздова Наталья Алексеевна, умерла в 1942 году во время блокады. В начале 1942 года старшая сестра забрала Софью в Казань, а через год перевезла в Куйбышев. В связи с частыми переездами в школе приходилось учиться урывками, но в её жизни первенствующее положение занял спорт.
В 1943 году начала заниматься гимнастикой в детской спортивной школе под руководством тренера Павла Женкуса. В 1944 году произошёл новый переезд — в Москву. Здесь Софья Муратова продолжила тренировки на стадионе Юных пионеров под руководством известного тренера, в будущем наставника сборной команды страны Ивана Степановича Журавлева. Упорные тренировки вскоре принесли ощутимые результаты. В 1945 году Муратова одержала победу на первых в её жизни крупных соревнованиях — молодёжном чемпионате СССР, в следующем году снова победила на юношеском первенстве в Ленинграде. В 1949 году выполнила норму мастера спорта СССР и впервые была включена в сборную команду страны.
В 1951 году вышла замуж за будущего четырёхкратного олимпийского чемпиона по гимнастике Валентина Муратова. У них выросло двое сыновей: Сергей (род. 1952) и Андрей (род. 1961).
В спортивной жизни Софьи Муратовой было немало блистательных успехов, случались и горькие разочарования. Она оставалась одной из сильнейших гимнасток СССР, но ей порой фатально не везло на крупных международных состязаниях. Первой в череде трагических случайностей была травма накануне Олимпийских игр в Хельсинки, когда из-за поврежденной ноги (что впоследствии дало о себе знать), Муратовой пришлось пропустить это крупнейшее международное соревнование. Но, пожалуй, самой обидной стала травма, полученная ею на чемпионате мира 1954 года в Риме. Поначалу всё складывалось для Муратовой как нельзя лучше. По итогам выступлений в её активе уже была золотая медаль в командных соревнованиях. В личном зачете она лидировала по всем снарядам, и оставалось удачно выступить в опорном прыжке. Но во время разминки она сломала руку и выбыла из дальнейшей борьбы.
В 1959 году у Софьи Муратовой случился рецидив старой травмы. Её выступление на Олимпиаде в Риме было поставлено под сомнение. Гимнастка не могла не только выступать, но и просто тренироваться: она даже ходила с трудом. На помощь спортсменке пришла знаменитая Зоя Миронова. Всего за три месяца до открытия Олимпиады она сделала Муратовой уникальную операцию. Её дату Софья Муратова помнила до конца жизни: 23 февраля 1960 года. Мало кто верил, что она сможет выступить на Олимпийских играх. Но она не только выступила, а завоевала сразу три олимпийские медали: золотую — в командных соревнованиях, серебряную — по сумме многоборья и бронзовую — в выступлениях на бревне. В знак благодарности олимпийскую медаль она подарила своей спасительнице, профессору Зое Сергеевне Мироновой.
В 1964 году Муратова завоевала Кубок СССР, поэтому вопрос о её участии в Олимпийских играх в Токио ни у кого не вызывал сомнения. Однако в который раз случилось непредвиденное. Уже в Японии во время оглашения окончательного списка сборной Муратова вдруг не услышала своей фамилии: тренеры внезапно решили омолодить команду, и Муратову заменили более молодой спортсменкой. После этого удара судьбы Софья закончила выступления в большом спорте.
В 1965 году стала тренером и проработала в этом качестве 34 года. Её тренерская работа сложилась удачно. Софья Ивановна Муратова подготовила десятки мастеров спорта, членов сборной Москвы и СССР.
Скончалась на 78-м году жизни 27 сентября 2006 года. Похоронена в Москве на Митинском кладбище. Валентин Муратов умер через 1,5 недели после супруги.

## Спортивные достижения
Олимпийские игры
| Год  | Абсолютное | Командное | Командные упражнения с предметом | Опорный прыжок | Брусья | Бревно | Вольные упражнения |
| ---- | ---------- | --------- | -------------------------------- | -------------- | ------ | ------ | ------------------ |
| 1956 | 3          | 1         | 3                                | 5              | 3      | 10     | 4                  |
| 1960 | 2          | 1         |                                  | 2              | 4      | 3      | 5                  |

Выступления на чемпионатах мира и первенствах СССР:
| Год  | Первенство     | Абсолютное | Командное | Опорный прыжок | Брусья | Бревно | Вольные упражнения | Кольца |
| ---- | -------------- | ---------- | --------- | -------------- | ------ | ------ | ------------------ | ------ |
| 1949 | Чемпионат СССР | 8          |           | 1              |        |        | 2                  |        |
| 1950 | Чемпионат СССР | 6          |           | 1              |        | 1      | 2                  |        |
| 1951 | Чемпионат СССР | 3          |           |                |        |        |                    |        |
| 1954 | Чемпионат мира |            | 1         |                |        |        |                    |        |
| 1954 | Чемпионат СССР | 1          |           |                | 1      | 2      |                    | 2      |
| 1955 | Чемпионат СССР | 1          |           |                | 1      | 3      | 1                  |        |
| 1955 | Кубок СССР     | 1          |           |                |        |        |                    |        |
| 1956 | Чемпионат СССР | 2          |           |                | 1      | 3      |                    |        |
| 1957 | Чемпионат СССР | 1          |           | 1              | 1      | 1      | 2                  |        |
| 1958 | Чемпионат мира | 4          | 1         | 3              |        | 3      | 5                  |        |
| 1958 | Чемпионат СССР | 2          |           | 1              | 3      |        | 3                  |        |
| 1959 | Чемпионат СССР | 2          |           | 1              | 2      |        |                    |        |
| 1960 | Чемпионат СССР | 1          |           |                | 3      | 1      |                    |        |
| 1962 | Чемпионат мира | 12         | 1         |                |        |        |                    |        |
| 1962 | Чемпионат СССР | 2          |           |                |        |        |                    |        |
| 1963 | Чемпионат СССР | 1          |           | 3              | 3      | 2      |                    |        |
| 1963 | Кубок СССР     | 2          |           |                | 2      | 3      |                    |        |
| 1964 | Чемпионат СССР |            |           |                | 2      | 3      |                    |        |
| 1964 | Кубок СССР     | 1          |           |                |        |        |                    |        |

## Награды
- Звание заслуженный мастер спорта СССР (1955).
- Звание заслуженный тренер СССР (1971).
- Орден Трудового Красного Знамени (27.04.1957) — за успехи, достигнутые в деле развития массового физкультурного движения в стране, повышения мастерства советских спортсменов, и успешное выступление на международных соревнованиях
- Медаль «За трудовую доблесть» (16.09.1960) — за успешные выступления в XVII летних и VIII зимних Олимпийских играх 1960 года, а также за выдающиеся спортивные достижения[4]

## В изобразительном искусстве
Софья Муратова изображена на картине «Гимнасты СССР» академика Российской академии художеств Дмитрия Жилинского.